# Fabio Luisi
Fabio Luisi (Gênova, 1959) é um regente italiano. 
Estudou regência em Graz, e trabalhou em importantes teatros líricos na Alemanha e na Áustria e é desde 2006 principal regente da Orquestra Sinfônica de Viena (em alemão: Wiener Symphoniker) , também chefe designado da Staatkapelle Dresden.
Na temporada 2006/2007 (de setembro a junho) vai dirigir no Metropolitan Opera House (no qual fez Don Carlo de G.Verdi na temporada passada) as montagens de Simon Boccanegra de Giuseppe Verdi e Die Ägyptische Helena (A Helena Egípcia) de Richard Strauss e fará um  tour ao Japão com a Wiener Simphoniker.